# Trädklättrare
Trädklättrare (Dendrocolaptinae) är en grupp central- och sydamerikanska fåglar med ett levnadssätt som liknar trädkrypare och hackspettar. Tidigare utgjorde de en egen familj, Dendrocolaptidae, men behandlas numera oftast som en underfamilj i familjen ugnfåglar (Furnariidae). Det finns 55–66 arter fördelade på 16 släkten.

## Utseende
Fåglarna är 13–35 cm långa, och alla är bruna i olika nyanser och toningar. De har ofta markeringar och tecken på kroppen som streck, fläckar eller tvärband. Deras näbb varierar i olika former. Den finns i både från kort och mejselformig till mycket lång, smal och böjd. Deras stjärtfjädrar är styva och även de i brunnyans, ofta i mörkare färg än kroppen.

## Levnadssätt
Trädklättrare lever i skogar i Syd- och Centralamerika och livnär sig mest av olika slags insekter, som fåglarna plockar på stammar och grenar på ett liknande sätt som trädkrypare och hackspettar. Några arter följer led av vandringsmyror. Trädklättrare häckar i hål i träd, ofta högt uppe. Men de häckar aldrig mer än en gång i samma bo, därför tas de sedan över efter andra fåglar av olika arter. Fåglarna lägger oftast två till tre vita ägg per kull.

## Systematik
Trädklättrarna urskildes tidigare som den egna familjen Dendrocolaptidae. De behandlas idag dock vanligast som en underfamilj till familjen ugnfåglar (Furnariidae) efter DNA-studier som visar på ett nära släktskap. Faktum är att två släkten i ugnfåglarna, lövkastarna (Sclerurus) och minerarna (Geositta), är mer avlägset släkt. Vissa auktoriteter har dock valt en annan taxonomisk lösning, där trädklättrarna återigen urskiljs som en egen familj, liksom lövkastarna och minerarna.
Tidigare omfattade trädklättrarna även uppnäbbarna i Xenops och Megaxenops, men dessa anses utgöra en egen utvecklingslinje (Xenops) respektive vara inbäddade bland de egentliga ugnfåglarna (Megaxenops). Idag urskiljs bland trädklättrarna 16 släkten med 55–66 arter beroende på auktoritet, i nedanstående lista sorterade efter International Ornithological Congress:
- Certhiasomus – fläckstrupig trädklättrare, tidigare i Deconychura
- Sittasomus – 1–2 arter
- Deconychura – 1–3 arter
- Dendrocincla – 5–6 arter
- Glyphorynchus – kilnäbbad trädklättrare
- Dendrexetastes – pärlhalsad trädklättrare
- Nasica – långnäbbad trädklättrare
- Dendrocolaptes – 5–6 arter
- Hylexetastes – 2–4 arter
- Xiphocolaptes – 4 arter
- Xiphorhynchus – 12–16 arter
- Dendroplex – 2 arter, tidigare i Xiphorhynchus
- Campylorhamphus – 4–6 arter skärnäbbar
- Drymotoxeres – större skärnäbb, tidigare i Campylorhamphus
- Drymornis – sabelnäbbad trädklättrare
- Lepidocolaptes – 10–12 arter